# دولیکول مونوفسفات
دولیکول مونوفسفات (به انگلیسی: Dolichol monophosphate) یک ترکیب شیمیایی است. 